# Con số đáng chú ý
Trong lý thuyết số, số tuyệt vời có nghĩa là số yếu tố dương là số hoàn hảo và tổng các yếu tố dương (bao gồm cả chính nó) cũng là một số hoàn hảo.
12 là con số đáng chú ý nhỏ nhất. Các yếu tố tích cực là 1, 2, 3, 4, 6, 12 và số yếu tố dương là 6, đây là một con số hoàn hảo. Tổng các thừa số dương = 1 + 2 + 3 + 4 + 6 + 12 = 28, là một số hoàn hảo khác.
Có hai con số đáng chú ý đã biết- {only} -trong đó là 12 và(2126)(261 − 1)(231 − 1)(219 − 1)(27 − 1)(25 − 1)(23 − 1)  (dãy số A081357 trong bảng OEIS).